# Baptiste Addis
Baptiste Addis (7 de diciembre de 2006) es un deportista francés que compite en tiro con arco, en la modalidad de arco recurvo.
Participó en los Juegos Olímpicos de París 2024, obteniendo una medalla de plata en la prueba de equipo (junto con Thomas Chirault y Jean-Charles Valladont). Ganó una medalla de oro en el Campeonato Europeo de Tiro con Arco al Aire Libre de 2024, en la misma prueba.

## Palmarés internacional
| Juegos Olímpicos                 | Juegos Olímpicos | Juegos Olímpicos | Juegos Olímpicos |
| Año                              | Lugar            | Medalla          | Prueba           |
| -------------------------------- | ---------------- | ---------------- | ---------------- |
| 2024                             | París (Francia)  | Medalla de plata | Equipo           |
| Campeonato Europeo al Aire Libre |                  |                  |                  |
| Año                              | Lugar            | Medalla          | Prueba           |
| 2024                             | Essen (Alemania) | Medalla de oro   | Equipo           |